# Bernd-Christian Althoff
Bernd-Christian Althoff (* 1983 in Bielefeld) ist ein deutscher Schauspieler.

## Leben

### Ausbildung und Theater
Althoff machte sein Abitur und absolvierte seinen Zivildienst. Anschließend folgte ein Auslandsaufenthalt in Australien, wo er als Tellerwäscher, Tankwart und als Arbeiter auf einer Obstplantage jobbte. Althoff studierte von 2006 bis 2010 Schauspiel am Max Reinhardt Seminar in Wien und am Institut für Schauspiel und Schauspielregie der Universität für Musik und darstellende Kunst Wien. Zu seinen Lehrern gehörten u. a. Michaela Rosen, Markus Schleinzer, Artak Grigorjan, Klaus Maria Brandauer, István Szabó und Markus Kupferblum. Sein Studium schloss er als Magister Artium (M.A.) ab.
Bereits während seines Studiums trat er in Wien u. a. am Werkstätten- und Kulturhaus WUK (2007; als Carl in Gesäubert von Sarah Kane), am Schlosstheater Schönbrunn, am Theater der Jugend Wien (2008; jeweils in Der Diener zweier Herren) und im Salon5 (2008; in Töten von Daniel Kehlmann) auf. Noch vor Abschluss seiner Ausbildung spielte er 2010, unter der Regie von Nina C. Gabriel, als Gast am Vorarlberger Landestheater Bregenz den Mercutio in Romeo und Julia(n), in einer „schwulen“ Variante des Shakespeare-Stoffs mit zwei sich liebenden Männern. Am Staatstheater Mainz, wo er ebenfalls als Gast engagiert war, trat als Pylades in Iphigenie auf Tauris (2010, Regie: Niki Stein) und als Brick in Die Katze auf dem heißen Blechdach (2012, Regie: Sarantos Zervoulakos) auf.
In der Spielzeit 2012/13 hatte er ein Gastengagement am Theater in der Josefstadt in Wien, wo er den Mr. Cecil Graham in der Gesellschaftskomödie Lady Windermeres Fächer in einer Neuinszenierung mit Andrea Jonasson und Sona MacDonald in den Hauptrollen spielte. In der Spielzeit 2013/14 war er als Inspektor Voss in Die Physiker und als Ruprecht in Der zerbrochne Krug erneut als Gast am Vorarlberger Landestheater Bregenz engagiert.
2015 spielte er in Hamburg auf Kampnagel in dem Theaterstück Juli von Iwan Wyrypajew und in der Performance & Installation Hamamness. Im September 2016 gastierte er am Nationaltheater Thessaloniki (Theatro Avlaia), mit der griechischen Erstaufführung von Theresia Walsers Stück Ich bin wie ihr, ich liebe Äpfel; Regie führte Sarantos Zervoulakos.

### Film und Fernsehen
Sein Kino-Debüt gab Althoff mit einer kleinen Rolle in dem österreichischen Spielfilm Der Räuber (2010). Es folgen weitere Nebenrollen in Christian Schwochows Die Unsichtbare und in Rudolf Thomes Film im Film Ins Blaue (2012).
Ab 2015 war Althoff regelmäßig in TV-Produktionen zu sehen, zunächst in dem Fernsehfilm Vier kriegen ein Kind (2015) neben Friederike Kempter und Christina Hecke als attraktiver „Samenspender“ Manuel. Es folgten Episodenhauptrollen in den ZDF-Serien SOKO Wismar (2015, als betrügerischer Inhaber einer Firma für Sanitärbedarf) und Bettys Diagnose (2016, als Sohn eines Patienten mit Verdacht auf das Capgras-Syndrom).
In der ZDF-Krimireihe Stralsund (Folge: Vergeltung; Erstausstrahlung: Oktober 2016) hatte er eine Nebenrolle als an einer Entführung beteiligter Internatslehrer Herr Geiger. In der dreiteiligen Fernsehreihe Eltern allein zu Haus von Regisseur Josh Broecker spielte er im zweiten Teil, der im März 2017 erstausgestrahlt wurde, den charmanten und „sensiblen“ Rechtsanwalt Sebastian, den Liebhaber der weiblichen Hauptfigur, der erfolgreichen Managerin Tanja (Susanna Simon). In dem ZDF-„Sonntagsfilm“ Chaos-Queens: Für jede Lösung ein Problem (2017), mit Katharina Wackernagel in der Hauptrolle, war er der untreue Verlobte und „Blind-Dater“ Patrik. In der 8. Staffel der ZDF-Krimiserie Die Chefin (Erstausstrahlung: Oktober 2017) übernahm Althoff eine Episodennebenrolle als Fitnessstudio-Mitarbeiter und „Loverboy“ Philipp Kessler, der ein junges Mädchen vom Land in eine Sexfalle lockt.
In der Katie-Fforde-Verfilmung Bruderherz (2017), die im Rahmen der ZDF-„Herzkino“-Reihe ausgestrahlt wurde, spielte Althoff seine erste große Fernsehhauptrolle als Café-Besitzer Stephen. In der Inga Lindström-Fernsehreihe des ZDF folgte in dem Fernsehfilm Das Haus am See (2017) als Pferdetrainer und „Pferdeflüsterer“ Birger eine weitere große Fernsehhauptrolle.
In der TV-Reihe Billy Kuckuck, mit Aglaia Szyszkowitz als Mainzer Gerichtsvollzieherin in der Hauptrolle, spielt Althoff seit dem ersten Film mit dem Titel Billy Kuckuck – Margot muss bleiben! (2018) und in den Fortsetzungen Billy Kuckuck – Eine gute Mutter (2019) und Billy Kuckuck – Aber bitte mit Sahne! (2020) den jungen, „schmucken“ Rettungssanitäter Lukas Langfeldt, der die wesentlich ältere weibliche Hauptfigur Billy über ein Internet-Date kennenlernt und sich ernsthaft in sie verliebt.
Im Dresdner Tatort: Wer jetzt allein ist (Erstausstrahlung: Mai 2018) verkörperte er in einem Kurzauftritt den Datingportal-Betreiber Thomas Frank, der zeitweilig selbst unter Tatverdacht gerät. In der ZDF-Reihe „Herzkino.Märchen“ verkörperte er in dem Film Der Froschkönig (Erstausstrahlung: Dezember 2018), einer Modernisierung des Märchenstoffs vom Froschkönig, in seiner Rolle als Fensterputzer und Taucher Jimi die Figur des „Froschkönigs“. Außerdem hatte er 2019 Episodenrollen in den TV-Serien Notruf Hafenkante und Morden im Norden. In der 11. Staffel der ZDF-Serie SOKO Stuttgart (2019) übernahm Althoff eine Episodenrolle als tatverdächtiger Veranstalter des Stuttgarter Skate-Contests. In dem TV-Dreiteiler Unsere wunderbaren Jahre, der im März 2020 auf Das Erste ausgestrahlt wurde, verkörperte Althoff, an der Seite von Anna Maria Mühe den SS-Hauptsturmführer und Russlandheimkehrer Fritz Nippert. In der 17. Staffel der ZDF-Serie SOKO Köln (2020) spielte Althoff eine der Episodenhauptrollen als tatverdächtiger Sohn einer erschlagenen reichen Fabrikantenwitwe.
In der Rosamunde Pilcher-Verfilmung Vier Luftballons und ein Todesfall (2022) war Althoff in einer Hauptrolle als Blumengroßhändler Joey Hamilton und charmanter Chef einer jungen Floristin an der Seite von Meriel Hinsching zu sehen.

### Sonstiges
Er ist außerdem als Moderator aktiv, u. a. für Viva con agua auf dem Reeperbahnfestival und der Millerntor Gallery. Althoff lebt in Hamburg.

## Filmografie (Auswahl)
- 2010: Der Räuber (Kinofilm)
- 2011: Die Unsichtbare (Kinofilm)
- 2012: Ins Blaue (Kinofilm)
- 2014: Wir sind frei (Kurzfilm)
- 2015: Vier kriegen ein Kind (Fernsehfilm)
- 2015: SOKO Wismar (Fernsehserie; Folge: Ein Bruder zum Verlieben)
- 2016: Bettys Diagnose (Fernsehserie; Folge: Traum und Wirklichkeit)
- 2016: Stralsund: Vergeltung (Fernsehreihe)
- 2017: Eltern allein zu Haus: Die Winters (Fernsehreihe)
- 2017: Chaos-Queens: Für jede Lösung ein Problem (Fernsehfilm)
- 2017: Katie Fforde: Bruderherz (Fernsehfilm)
- 2017: Die Chefin (Fernsehserie; Folge: Zieh dich aus)
- 2017: Inga Lindström: Das Haus am See (Fernsehfilm)
- 2017–2019: Der Lehrer (Fernsehserie)
- 2018: Billy Kuckuck – Margot muss bleiben! (Fernsehreihe)
- 2018: Tatort: Wer jetzt allein ist (Fernsehreihe)
- 2018: Angst in meinem Kopf (Fernsehfilm)
- 2018: Großstadtrevier (Fernsehserie; Folge: Der kurze Traum vom langen Glück)
- 2018: Herzkino.Märchen: Der Froschkönig (Fernsehfilm)
- 2019: Sankt Maik (Fernsehserie)
- 2019: Notruf Hafenkante (Fernsehserie; Folge: Daddy Cool)
- 2019: Billy Kuckuck – Eine gute Mutter (Fernsehreihe)
- 2019: Morden im Norden (Fernsehserie; Folge: Aus Liebe)
- 2019: SOKO Stuttgart (Fernsehserie; Folge: Skate or die)
- 2020: Der Ranger – Paradies Heimat: Entscheidungen (Fernsehreihe)
- 2020: Der Ranger – Paradies Heimat: Zeit der Wahrheit (Fernsehreihe)
- 2020: Unsere wunderbaren Jahre (Fernsehserie)
- 2020: Aus dem Tagebuch eines Uber-Fahrers (Fernsehserie)
- 2020: Billy Kuckuck – Aber bitte mit Sahne! (Fernsehreihe)
- 2020: SOKO Köln (Fernsehserie; Folge: Ein eigenes Leben)
- 2020: Kein einfacher Mord (Fernsehfilm)
- 2021: Der Ranger – Paradies Heimat: Junge Liebe (Fernsehreihe)
- 2021: Der Ranger – Paradies Heimat: Sturm (Fernsehreihe)
- 2021: SOKO Leipzig (Fernsehserie; Folge: Auftrag für Hajo)
- 2022: Rosamunde Pilcher: Vier Luftballons und ein Todesfall (Fernsehreihe)
- 2022: SOKO Wismar (Fernsehserie; Folge: Grenzwerte)
- 2023: SOKO Hamburg (Fernsehserie; Folge: Marktschreie)
- 2023: Der Schatten (Fernsehserie)
- 2023: Das Boot (Fernsehserie; Folge: Ein deutscher Held)
- 2023: Hotel Mondial (Fernsehserie; Folge: Streik)
- 2024: Die Chefin (Fernsehserie; Folge: Fake News)